# Егзибиционизам
Егзибиционизам је свако претерано самоистицање, нападно скретање пажње околине на себе и свој изглед или понашање, односно тежња да се по сваку цену буде у центру пажње. То је тенденција да се покажу стварни или замишљени таленти како би се привукла пажња других. Егзибиционизам је и настраност која се састоји у приказивању гениталија или сексуалних карактеристика у социјално неприкладним приликама.